# 성 갈루스
성 갈루스(프랑스어: St. Gall 생갈[*], 라틴어: Gallus 갈루스[*]; 550년경 – 646년경)은 성인언행록 전통에 따르면 아일랜드에서 대륙으로 선교 여행을 떠난 골롬바노의 제자이자 전통적인 12명의 동반자 중 한 명이었다. 데이콜루스는 갈루스의 형이었다.

## 생애

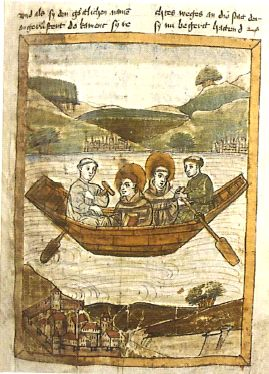
콘스탄스 호수(보덴제) 위의 골룸바노와 성 갈루스, 15세기

단편적인 가장 오래된 생애는 9세기에 라이헤나우의 두 수도사에 의해 개작되었으며, 베티누스(Wettinus Augiensis)는 816-824년에, 약 833-884년에 발라프리트 스트라본(Walafrid Strabo)은 성자의 기적에 대한 책을 개정했다. 발라프리트에 기인한 다른 작품들은 산문과 운문으로 성 갈루스에 대해 이야기한다.
갈루스의 기원은 논쟁의 여지가 있다. 라이헤나우에 있는 그의 9세기 전기 작가들에 따르면, 그는 아일랜드 출신이었고 골롬바노의 동반자로 유럽에 들어왔다. 역사적인 갈루스의 아일랜드 기원은 힐티(2001)에 의해 의문시되었고, 그는 자신이 보주산맥 또는 알자스 지역 출신일 가능성이 더 높다고 주장했다. 막스 셰어(2010)는 갈이 아일랜드 출신이지만, 알자스에서 태어나고 자랐다고 주장했다.
9세기 성기사에 따르면 갈루스는 젊었을 때 뱅고르 수도원의 컴갈(Comgall) 밑에서 공부했다. 뱅고르 수도원은 유럽 전역에서 기독교 학습의 중심지로 유명해졌다. 갈루스과 동시에 뱅고르에서 공부한 골롬바노는 12명의 동료와 함께 589년경에 출발했다.
갈루스과 그의 동료들은 처음에 갈리아의 뤽세유 수도원(Luxeuil Abbey)에서 골롬바노와 함께 정착했다. 610년에 골롬바노는 기독교에 반대하는 지도자들에 의해 추방되었고, 갈루스와 함께 알레만니아로 도피했다. 그는 라인강을 따라 브레겐츠로 항해할 때 골롬바노와 동행했지만, 612년 골롬바노가 브레겐츠에서 이탈리아로 여행하자 갈루스는 병으로 인해 뒤에 남아 있어야 했고, 아르본에서 간호를 받았다. 그는 알레만니아에 머물면서 몇 명의 동료와 함께 슈타이나흐강의 발원지 근처에 있는 콘스탄스 호수 남서쪽 숲에서 은둔자의 삶을 살았다. 갈루스가 주의 깊게 지시한 12명의 수도사들을 위한 독방이 곧 추가되었다. 갈루스는 곧 스위스에서 강력한 설교자로 알려졌다.
콘스탄스 관구가 공석이 되자 새 주교를 선출하기 위해 모인 성직자들은 만장일치로 갈루스에게 찬성했다. 그러나 갈루스는 이방인을 선택하는 것이 교회법에 어긋난다며 거절했다. 얼마 후인 625년에 골롬바노가 설립한 수도원인 뤽세유의 수도원장 유스타시우스가 사망하자 수도사들은 수도사를 보내 갈루스에게 수도원 관리를 맡아줄 것을 요청했다. 갈루스는 고독한 삶을 포기하고 세상의 번뇌에 빠질 수 있는 모든 직위를 맡는 것을 거부했다. 그는 그때도 이미 노구의 몸이었다.
646-650년경 그는 아르본에서 95세의 나이로 사망했다..

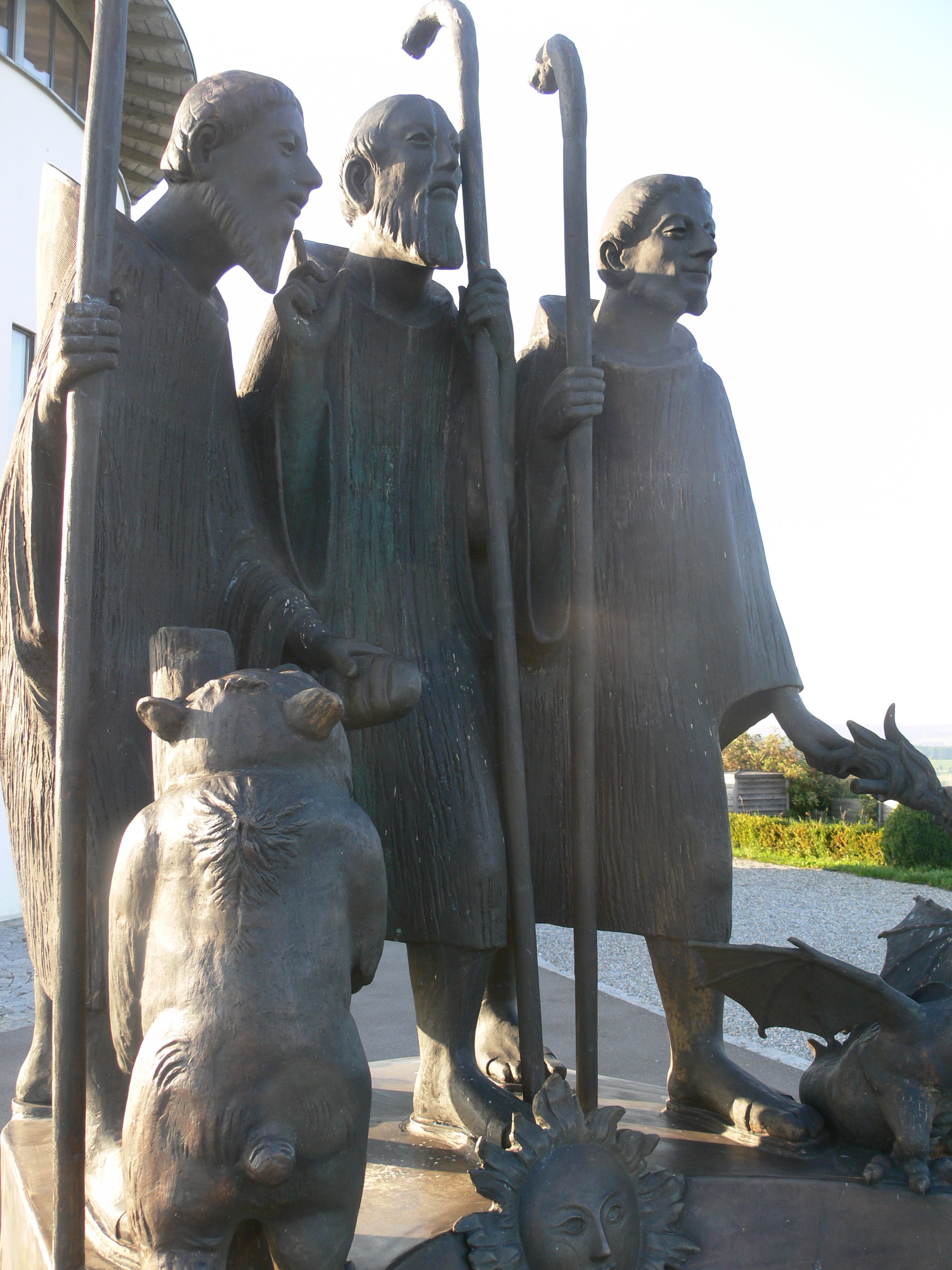
갈루스, 골룸바노, 마그누스: 도로 교회

## 전설
일찍이 9세기부터 환상적으로 수놓은 성 갈루스의 삶 시리즈가 유포되었다. 갈루스가 프리디부르가를 사로잡은 악마에게서 구출했다는 이야기가 두드러졌다. 프리디부르가는 프랑크 왕국의 왕 시게베르트 2세의 약혼자였는데, 그는 아르본에 있는 영지(왕실 재무부에 속함)를 갈루스에게 주어 그곳에서 수도원을 지을 수 있도록 했다.
또 다른 유명한 이야기는 갈루스가 지금의 스위스인 숲을 여행하고 있을 때 어느 날 저녁에 앉아 불에 손을 데우고 있었다는 것이다. 곰 한 마리가 숲에서 나타나 돌격했다. 성자는 곰을 꾸짖었고, 곰은 그의 존재에 두려워서 공격을 멈추고 나무 위로 몸을 숨겼다. 그곳에서 장작을 모았고 갈루스와 함께 불의 열기를 나누기 위해 돌아갔다. 전설에 따르면 남은 시간 동안 갈루스는 그의 동반자 곰의 뒤를 이었다.

## 축일
그의 축일은 10월 16일에 거행된다.

## 현신그림
성 갈루스의 이미지는 일반적으로 곰과 함께 서 있는 그를 나타낸다.

## 유산
골롬바노, 갈루스, 그리고 그들의 동료들이 아일랜드를 떠나 유럽 본토로 갈 때 학문과 서적을 가지고 갔다. 책이 유럽 전역의 승려에 의해 모조피지에 공들여 복제되었기 때문에 역사적 기록에 대한 그들의 영향은 중요했다. 바이킹의 습격 동안 아일랜드에서 파괴된 많은 아일랜드어 서적이 해협을 건너 수도원에 보존되었다.

### 생갈 수도원
그가 죽은 후 작은 교회가 세워져 생갈 수도원이 탄생했다. 이 수도원은 스위스 동부에 있는 장크트갈렌주의 첫 번째 수도원장이 오스마르였다. 수도원은 콘스탄스 주교에 대한 의존에서 해방되었고, 루도비쿠스 황제는 이 수도원을 제국의 기관으로 만들었다. "생갈 수도원"(설립자이자 첫 번째 수도원장의 이름이 아니라 이곳에 살았고, 그의 유물 이 존경받는 성인의 이름에서 따온 것) 수도원과 특히 그 유명한 대본실 1798년에 세속화될 때까지 가톨릭과 지성사에서 탁월한 역할을 했다.

## 대중문화
성 갈루스는 2008년 더블린에서 열린 세계 치즈 어워드에서 금메달을 수상한 프리지안 소의 우유로 만든 바퀴 모양의 단단한 치즈의 이름이다.
로버트슨 데이비스(Robertson Davies)는 그의 저서 《만티코어》(The Manticore)에서 전설을 칼 융의 심리학적 용어로 해석한다. 데이빗 스타운튼이 Lizelloti Fitziputli, Magnus Eisengrim 및 둔스탄 램지와 함께 크리스마스를 축하하는 소설의 마지막 장면에서 그는 진저브레드 곰을 받는다. 램지는 갈루스가 인근 마을의 시민들을 위협하는 곰과 평화 협정을 맺었다고 설명한다. 그들은 그에게 진저브레드를 먹일 것이고, 그는 그것을 먹지 않을 것이다. 이 비유는 자신의 어두운 면과 화해하라는 융의 훈계로 제시된다. 그러나 이러한 융의 해석은 갈이 주장한 가톨릭 정교회와 양립할 수 없다.

## 참고 문헌
- Joynt, Maud, tr. and ed., The Life of St Gall, Llanerch Press, Burnham-on-Sea, 1927. ISBN 0-947992-91-X
- Schär, Max, Gallus. Der Heikiger in seiner Zeit, Schwabe Verlag, Basle, 2011. ISBN 978-3-7965-2749-4
- Schmid, Christian, Gallusland. Auf den Spuren des heiligen Gallus, Paulus Verlag, Fribourg, 2011. ISBN 978-3-7228-0794-2
- Music and musicians in medieval Irish society, Ann Buckley, pp. 165–190, Early Music xxviii, no.2, May 2000
- Music in Prehistoric and Medieval Ireland, Ann Buckley, pp. 744–813, in A New History of Ireland, volume one, Oxford, 2005